# Semaeopus mesoturbata
Semaeopus mesoturbata là một loài bướm đêm trong họ Geometridae.